# رالف تورنگرن
رالف تورنگرن (انگلیسی: Ralf Törngren؛ ۱ مارس ۱۸۹۹ – ۱۶ مهٔ ۱۹۶۱) یک سیاست‌مدار اهل فنلاند بود.